# Exocentrus sparsutus
Exocentrus sparsutus là một loài bọ cánh cứng trong họ Cerambycidae.